# Districtul Jeffersonville, comitatul Clark, Indiana
Districtul Jeffersonville, conform originalului din limba engleză, Jeffersonville Township este unul din cele 12 districte civile (în engleză township) din comitatul Clark, statul Indiana, Statele Unite ale Americii.  Conform datelor furnizate de United States Census Bureau, populația sa fusese de 56.695 de locuitori în anul 2000.

## Geografie
Districtul Jeffersonville acoperă o suprafață de 69,486 km2 (sau 26.84 sqmi), dintre care doar 0,184 km2 (sau 0.07 milă pătrată sau 0.26%) este apă. Întinderile de apă, Brick House Pond și Silver Lakes se găsesc în acest township.

### Orașe și târguri -- Cities și towns
- Clarksville (east three-quarters)
- Jeffersonville (west three-quarters)
- Oak Park (west three-quarters)

### Localități neîncorporate -- Unincorporated towns
- Arctic Springs
- Blackiston Village
- Cementville
- Port Fulton

### Districte adiacente
- Silver Creek (nord)
- Utica (nord-est)
- New Albany, comitatul Floyd,  Indiana (vest)

### Drumuri importante
- Interstate 65
- Interstate 265
- U.S. Route 31
- U.S. Route 460
- Indiana State Road 3
- Indiana State Road 60
- Indiana State Road 131

### Cimitire
Există trei cimitire în district, Eastern Cemetery, Saint Anthony's Cemetery și Walnut Ridge Cemetery.